# Condado de Sully
El condado de Sully (en inglés: Sully County, South Dakota), fundado en 1873, es uno de los 66 condados en el estado estadounidense de Dakota del Sur. En el 2000 el condado tenía una población de 1556 habitantes en una densidad poblacional de 1 personas por km². La sede del condado es Onida.

## Geografía
Según la Oficina del Censo, el condado tiene un área total de 2772 km² (1070,3 mi²), de la cual 2608 km² (1006,9 mi²) es tierra y 164 km² (63,3 mi²) es agua.

### Condados adyacentes
- Condado de Potter - norte
- Condado de Hyde - este
- Condado de Hughes - sur
- Condado de Stanley - suroeste
- Condado de Dewey  - noroeste

## Demografía
En el 2000 la renta per cápita promedia del condado era de $32 500, y el ingreso promedio para una familia era de $38 304. El ingreso per cápita para el condado era de $17 407. En 2000 los hombres tenían un ingreso per cápita de $25 265 versus $20, 521 para las mujeres. Alrededor del 12.10% de la población estaba bajo el umbral de pobreza nacional.
| 1900 | 1910 | 1920 | 1930 | 1940 | 1950 | 1960 | 1970 | 1980 | 1990 | 2000 | Est. 2008 |
| ---- | ---- | ---- | ---- | ---- | ---- | ---- | ---- | ---- | ---- | ---- | --------- |
| 1715 | 2462 | 2831 | 3852 | 2668 | 2713 | 2607 | 2362 | 1990 | 1589 | 1556 | 1356      |

## Localidades
- Agar
- Onida
- Cow Creek
- East Sully
- West Sully

## Mayores autopistas
- Carretera de U.S. 83
- Carretera Dakota del Sur 1804